# Skylanders: Trap Team
Skylanders: Trap Team est un jeu vidéo de la série Spyro the Dragon sorti en 2014. Il est annoncé en fin avril 2014, et commercialisé en octobre 2014 sur consoles Wii, Wii U, PlayStation 3, PlayStation 4, Nintendo 3DS, Xbox 360, Xbox One, et pour la première fois dans la série sur tablettes iPad, Android, et Kindle Fire.

## Système de jeu
Le joueur doit placer des figurines sur un socle pour qu'elles prennent vie dans le jeu vidéo. En plus des Trap Masters, des Skylanders avec des armes en Traptanium, la nouveauté du jeu est l'utilisation de pièges, permettant d'incarner les boss combattus. Le pack de base contient deux figurines (Snap Shot et Food Fight), deux pièges (Écrase graine et Tiki des vagues), le portail de Traptanium et le jeu. Le « Portail de Traptanium » qui donne vie aux figurines et les vilains des pièges est un socle connecté au jeu vidéo par un petit adaptateur USB infrarouge à insérer dans sa console. Il existe aussi un autre pack de base appelé Dark Edition qui contient les mêmes figurines avec une colorisation différente à base de noir et de gris ainsi qu'une figurine supplémentaire (Dark Wildfire) et un piège supplémentaire (Piège de Kaos ultime).

## Scénario
Il y a longtemps, les maraudeurs pillaient les Skylands. Heureusement, les Trap Masters les ont trouvés et combattus afin de les enfermer dans la prison des nuages. Mais Kaos détruit la prison, libère les vilains et exile les Trap Masters sur terre, petits et congelés. Des fragments de la prison des nuages sont arrivés sur Terre sous forme de puissants pièges. Kaos voulait que les maraudeurs travaillent à ses côtés pour conquérir les Skylands, mais ceux-ci préfèrent fabriquer une machine à partir de traptanium et alimentée par du limon (plus tard remplacé par un fromage qui a pourri pendant 10 000 ans) pour que leur chef, la Golden Queen, puisse avoir tout l'or du monde. Kaos, ne trouva cela assez maléfique, aide les Skylanders à capturer les maraudeurs. De la source de soda au repaire de la Golden Queen, en passant par les Skyhighlands, la montagne Chompy, le cauchemar express, l'observatoire ou encore dans un voyage à 10 000 ans plus tard, le maître du portail devra attraper les 47 évadés, et Kaos.

## Figurines
Les figurines à collectionner sont réparties sous 10 éléments. Il y a 52 nouveaux Skylanders : 18 trap masters 16 minis (versions miniatures de Skylanders avec des noms approchants) et 18 nouveaux. Il y a également 5 réédités et 8 élites d'éons (version plus puissante, repeinte et avec un socle en or). Toutes les figurines qui sont apparues avec les premiers jeux sont compatibles dans ce quatrième opus, mais seules les rééditions et les Elites d'Eon de cette série Trap Master sont compatibles avec les anciens jeux.
Les figurines Trap Team ont la base du socle rouge, à l'exception des 8 Elites d'Eon dont la base est transparente.
Il y a en tout 48 vilains à combattre et à capturer.

### Les Trap Masters
Les Trap Masters constituent le groupe de Skylanders qui ont permis d'arrêter et d'enfermer jadis les Maraudeurs dans la Prison des nuages. On les distingue facilement des autres Skylanders car ils possèdent une arme en traptanium (transparente). Ils sont les seuls à pouvoir ouvrir les portes élémentaires et détruire les cristaux de traptanium qui renferment des objets ou des passages vers des endroits cachés.
- Snap Shot (Eau)
- Lob-Star (Eau)
- Wildfire (Feu)
- Ka-Boom (Feu)
- Gusto (Air)
- Thunderbolt (Air)
- Wallop (Terre)
- Head Rush (Terre)
- Blastermind (Magie)
- Enigma (Magie)
- Jawbreaker (Tech)
- Gearshift (Tech)
- Bushwhack (Vie)
- Tuff Luck (Vie)
- Krypt King (Mort-vivant)
- Short Cut (Mort-vivant)
- Knight Light (Lumière)
- Knight Mare (Ténèbres)

### Nouveaux
- Echo (Eau)
- Flip Wreck (Eau)
- Torch (Feu)
- Trail Blazer (Feu)
- Blades (Air)
- Fling Kong (Air)
- Fist Bump (Terre)
- Rocky Roll (Terre)
- Cobra Cadabra (Magie)
- Déjà Vu (Magie)
- Chopper (Tech)
- Tread Head (Tech)
- Food Fight (Vie)
- High Five (Vie)
- Bat Spin (Mort-vivant)
- Funny Bone (Mort-vivant)
- Spotlight (Lumières)
- Blackout (Ténèbres)

### Rééditions
Ces rééditions de figurines de personnages déjà présents dans Skylanders: Spyro's Adventure, Skylanders: Giants et Skylanders: Swap Force ont tous des surnoms.
- Tidal Wave Gill Grunt (Eau - Série 4)
- Hog Wild Fryno (Feu - Série 2)
- Full Blast Jet-Vac (Air - Série 3)
- Fizzy Frenzy Pop Fizz (Magie - Série 3)
- Sure Shot Shroomboom (Vie - Série 2)

Ces 5 anciens personnages bénéficient avec cette nouvelle série d'une nouvelle amélioration appelée "Wow Pow".

### Minis
Les minis sont des versions miniatures de certains personnages, avec des noms approchants. Ils ont fait leur apparition dans Skylanders: Spyro's Adventure (mais ont été édités en même temps que les figurines de Skylanders: Giants) sous le nom de sidekicks, mais n'étaient alors que des compagnons qui suivaient le personnage du jeu. Dans Skylanders: Trap Team, ils sont devenus des personnages jouables à part entière. Les 8 anciens sidekicks sont jouables également.
À la réédition des 8 sidekicks en minis viennent s'ajouter 8 nouveaux minis, eux aussi inspirés de Skylanders mais adaptés en version miniature. Leurs voix sont celles des Skylanders qu'ils représentent mais avec une déformation pour les rendre aiguës.
- Gill Runt (Eau)
- Thumpling (Eau)
- Small Fry (Feu)
- Weeruptor (Feu)
- Breeze (Air)
- Pet-Vac (Air)
- Bop (Terre)
- Terrabite (Terre)
- Mini Jini (Magie)
- Spry (Magie)
- Drobit (Tech)
- Trigger Snappy (Tech)
- Barkley (Vie)
- Whisper Elf (Vie)
- Eye Small (Mort-vivant)
- Hijinx (Mort-vivant)

### L'Elite d'Eon
Les 8 plus valeureux Skylanders ont été recrutés par Maitre Eon pour constituer le groupe d'Elite, les meilleurs et les plus puissants des Skylanders. C'est ainsi que 8 des personnages les plus emblématiques de la série bénéficient d'une réédition spéciale de la série 1 de figurine, dans une version repeinte avec plus de soin, des couleurs brillantes, et rangées dans un boitier transparent sur un socle en or représentant l'élément qu'il incarne. En plus de cet aspect plus noble, ces figurines possèdent des statistiques bien plus élevées que les figurines normales, les rendant très puissantes dans le jeu.
- Elite Gill Grunt (Eau)
- Elite Eruptor (Feu)
- Elite Whirlwind (Air)
- Elite Terrafin (Terre)
- Elite Spyro (Magie)
- Elite Trigger Happy (Tech)
- Elite Stealth Elf (Vie)
- Elite Chop Chop (Mort-vivant)

### Vilains
Les vilains sont les méchants de Skylanders: Trap Team. Comme les Skylanders, ils sont chacun rattachés à l'un des 10 éléments. Une fois vaincus, il est possible de les capturer à l'aide d'un piège en cristal du même élément, que l'on dispose dans le portail. Le vilain est alors aspiré dans le piège et devient jouable dans le jeu. Il est ensuite possible de le transférer dans un autre piège ou dans une prison pour libérer la place dans le piège pour un autre vilain.
Chaque vilain possède une quête de rédemption qui s'active en parlant dans le jeu à un personnage particulier. Parfois, le simple fait de parler à un personnage et de lui présenter le vilain concerné suffira à valider la quête. D'autres fois, le vilain devra accomplir une mission sous forme d'un mini jeu.
- Eau : Gulper (maraudeur), Slobber Trap, Chill Bill, Brawl & Chain, Cross Crow, Threatpack
- Feu : Chef Pepper Jack (maraudeur), Scrap Shooter, Grinnade, Smoke Scream
- Air : Buzzer Beak, Dreamcatcheur (maraudeur), Krankeinstein, Bad Juju
- Terre : Tussle Sprout, Chomp Chest, Grave Clobber, Golden Queen (chef des maraudeurs)
- Magie : Bomb Shell, Pain-Yatta, Rage Mage
- Tech : Bruser Cruiser, Shrednaught, Brawlrus, Dr. Kranckase (maraudeur), Trolling Thunder, Mab Lobs
- Vie : Sheep Creep, Brocoli Guy, Mage Chompy (maraudeur), Cuckoo Clocker, Shield Shredder, Chompy
- Mort-vivant : Masker Mind, Hood Sickle, Wolfgang (maraudeur), Bone Chompy
- Lumière : Eye Five, Blaster-Tron, Lob Goblin, Luminous (maraudeur)
- Ténèbres : Eye Scream, Fisticuffs, Tae Kwon Crow, Nightshade (maraudeur)
- Kaos : Kaos

C'est une nouveauté importante dans la série des Skylanders, et elle offre surtout aux joueurs la possibilité d'incarner pour la première fois le grand méchant Kaos, une fois pris dans son propre piège.

### Pièges en cristal
Avec les vilains "capturables", un nouveau type de figurines fait son apparition sans la série : les pièges en cristal. Translucides, dans la couleur de l'élément qu'ils représentent, ils ressemblent à des totems montés sur une pique. La pointe de forme hexagonale vient se loger dans le portail lorsque l'on souhaite capturer un vilain ou incarner un vilain déjà capturé.
Le dessus des pièges ont des formes diverses et variées afin de les distinguer si l'on en possède plusieurs d'un même élément et que chacun contient un vilain. Cela permet également de réaliser une collection.
- Eau : Tiki des vagues, Flacon d'inondation, Hache aquatique, Eau humide, Bâton trempé, Heaume givré
- Feu : Flamme éternelle, Bloqueur enflammé, Lance étincelle, Fleur de feu, Tourbillon ardent, Renvoi enflammé
- Air : Oiseau de brise, Sablier des tempêtes, Avertisseur d'orage, Décanteur aérien, Cobra nuageux, Épée du cyclone
- Terre : Faucon de pierre, Marteau fracasseur, Tempête des sables, Roche bandée, Poussière du temps, Tréfonds terriens
- Magie : Malédiction de la morsure, Hache d'illusion, Giffleur des sorts, Crâne ensorcelé, Sablier arcanique, Fusée runique
- Tech : Totem Tech, Fleur d'usine, Faiseur de mana, Ange automatique, Gadget capturant, Super Techy
- Vie : Aigle de chêne, Écrase graine, Lame de jade, Énergie d'émeraude, Serpent des récoltes, Hurleur des ronces
- Mort-vivant : Sphère d'esprit, Hache hantée, Serpent effrayant, Crâne spectral, Main néfaste, Perce-rêve
- Lumière : Faucon céleste, Vaisseau de lumière, Cri rayonnant
- Ténèbres : Araignée des ombres, Dague noire, Grimace fantôme
- Kaos : Piège de Kaos, Piège de Kaos ultime

## Packs aventures
Comme Skylanders: Spyro's Adventure et Skylanders: Swap Force, le jeu Skylanders Trap Team peut se prolonger avec 4 packs aventures :
- Musée de Minuit : Contient le niveau, le trap master Knight Mare (Ténèbres) et le piège de ténèbres
- Aiguilles Gratte-Soleil : Contient le niveau, le trap master Knight Light (Lumière) et le piège de lumière
- Cauchemar Express : Contient le niveau, le skylanders Blades (Air), et les objets magiques Piggy Bank et Main du Destin
- Miroir du mystère : Contient le niveau, le skylanders Déjà Vu (Magie) et les objets magiques Rocket Ram et Tiki Speaky.

## Nouveaux éléments
Pour la première fois dans la série, deux nouveaux éléments font leur apparition : Lumière et Ténèbres. Si des rumeurs parlaient d'ajout d'éléments dès l'annonce du jeu en avril 2014, les éléments furent officiellement annoncés en décembre 2014.
Ces éléments se sont révélés dans les fondations des Skylands après l'explosion de la prison des nuages.
L'élément Lumière contient un trap master (Knight Light), un nouveau (Spotlight), 4 vilains et trois pièges. Le pack aventure présentant l'élément est l'aiguille gratte-soleil, qui retient prisonnier le maraudeur Luminous.
L'élément Ténèbres contient un trap master (Knight Mare), un nouveau (Blackout), 4 vilains et trois pièges. Le pack aventure présentant l'élément est le musée de minuit, qui retient prisonnier le maraudeur Nightshade.
Les Trap Masters Knight Light et Knight Mare sont aussi vendus en packs individuels. L'élément Lumière propose aussi le skylander Spotlight tandis que l'élément Ténèbres propose le skylander Blackout.

## Doublage français
- Benoît Allemane : Tree Rex/Barkley, Buzz
- Carole Baillien : Bad Juju
- Claire Baradat : Spotlight
- Chantal Baroin : Ninjini/Mini-Jini, Head Rush
- Jessica Barrier : Cali
- Guillaume Beaujolais : Trail Blazer
- Fanny Bloc : Stealth Elf/Whisper Elf
- Benjamin Bollen : Food Fight
- Paul Borne :  Fist Bump, Eye-Brawl/Eye-Small, Grave Cobbler
- Marc Bretonnière : Eruptor/Weeruptor, The Gulper, Bomb Shell
- Rémi Caillebot : Spyro/Spry
- Frédéric Cerdal : Maître Eon/Evilon
- Julien Chatelet : Bash/Bop, Brawlrus, Chomp Chest, Brock, Noodles
- Olivier Cordina : Thunderbolt
- Anaïs Delva : Tessa
- Catherine Desplaces : Gearshift
- Marie Diot : Torch, Bat Spin, Golden Queen, Mags
- Xavier Fagnon : Wildfire
- Emmanuel Gradi : Trigger Happy/Trigger Snappy
- Jochen Hägele (en) : Jawbreaker
- Anouck Hautbois : Eye Scream
- Emmylou Homs : Whirlwind/Breeze
- Bérangère Jean : Tuff Luck
- Jérôme Keen : Pain-Yatta
- David Krüger : Nightshade
- Arnaud Laurent : Fling Kong
- Virginie Ledieu : Hex/Hijinx
- Sylvain Lemarié : Wallop, Ka-Boom, Cuckoo Clocker, Brawl and Chain, Krankenstein
- Martial Le Minoux : Jet-Vac/Pet-Vac, High Five, Cobra Cadabra, Slobber Trap, Chill Bill, Masker Mind, Shield Shredder, Rage Mage, Threatpack, Smoke Screen, Auric, Pipsqueak
- Gilbert Lévy : Kaos
- Philippe Bozo : Echo
- Kelly Marot : Persephone
- Bernard Métraux : Snap Shot, Crossbones
- Bruno Méyère : Funny Bone, Shrednaught (Troll 1)
- Éric Missoffe : Snuckles/Snuckles X9, Diggs
- Cyrille Monge : Flynn
- Gilles Morvan : Terrafin/Terrabite
- Colette Noël : Déjà Vu
- Marie Nonnenmacher : Quigley/Q.U.I.G.L.E.Y.
- Benjamin Pascal : Bushwhack
- Jérôme Pauwels : Glumshanks, Rizzo
- Patrick Pellegrin : Blastermind
- Marc Perez : Tae Kwon Crow
- Éric Peter : Thumpback/Thumpling, Lob-Star, Cross Crow
- Yann Pichon : Flip Wreck, Gumbus
- Frédéric Popovic : Wolfgang
- Jérémy Prévost : Dr. Krankcase, Shrednaught (Troll 2), Blaster-Tron
- Emmanuel Rausenberger : Hugo
- Stéphane Ronchewski : Blades, Tussle Sprout, Broccoli Guy
- Magali Rosenzweig : Dreamcatcher
- Philippe Roullier : Knight Light
- Annabelle Roux : Knight Mare
- Marc Saez : Chompy Mage, Bruiser Cruiser, Da Pinchy
- Frédéric Souterelle : Gill Grunt/Gill Runt, Drobot/Drobit, Fryno/Small Fry, Chef Pepper Jack, Eye Five
- Antoine Tomé : Blackout, Krypt King, Hood Sickle
- Jérémy Zylberberg : Chopper, Luminous, Headwick

## Développement
Skylanders: Trap Team est commercialisé le 2 octobre 2014 en Australasie, le 5 octobre 2014 en Amérique du Nord, et le 10 octobre 2014 en Europe sur Android, Fire OS, iOS, PlayStation 3, PlayStation 4, Wii, Wii U, Xbox 360, Xbox One et Nintendo 3DS. En plus du Starter Pack normal incluse pour toutes les consoles, un Dark Edition Starter Pack est également compris.

## Accueil
Skylanders: Trap Team est positivement accueilli. Les sites GameRankings et Metacritic attribuent à la version sur Wii U une moyenne générale de 84,80 % basée sur cinq critiques, et de 86/100 basée sur 4 critiques, ; à la version Xbox One une moyenne générale de 79,72 % basée sue 16 critiques, et 77/100 basée sur 21 critiques, ; et à la version PlayStation 4 une moyenne générale de 78 % basée sur 33 critiques, et 78/100 basée sur 44 critiques,.